# Redondita
La redondita és un mineral de la classe dels fosfats.

## Característiques
La redondita és un fosfat de fórmula química AlPO₄·2H₂O. Es tracta d'una espècie aprovada per l'Associació Mineralògica Internacional però qüestionada, i que possiblement podria tractar-se d'una varietat de variscita, amb ferro substituint part de l'alumini.

## Formació i jaciments
Ha estat descrita a dues localitats a tot el planeta: el districte miner de Cortez, al comtat d'Eureka (Nevada, Estats Units) i a la mina Fubasami, situada a l'antiga ciutat d'Imaichi, ara part de Nikkō (prefectura de Tochigi, Japó).